# Polyptychus baltus
Polyptychus baltus är en fjärilsart som beskrevs av Pierre 1985. Polyptychus baltus ingår i släktet Polyptychus och familjen svärmare. Inga underarter finns listade i Catalogue of Life.